# Morgan Olofsson
Robert Erik Morgan Olof Olofsson, född 13 januari 1966, är en svensk journalist.
Morgan Olofsson gjorde värnplikten på Tolkskolan, där han lärde sig ryska. Han var först journalist på Sveriges radios Ekoredaktion, Svenska Dagbladet och Dagens Industri. År 1993 anställdes han vid Sveriges Television.  Under 1990-talet var han Rapports korrespondent i Moskva och sedan i Washington. Han var också programledare för Aktuellt ett antal gånger under 2004. Han var under flera år programledare för SVT Morgon och dess ersättare Gomorron Sverige. Den 1 mars 2005 började han arbeta som programledare för Rapport 19.30 och den 2 maj 2007 blev han chef och ansvarig utgivare för programmet.
Han slutade på SVT 2011 för att bli kommunikationschef på Arbetsmiljöverket. I Riksdagsvalet 2018 kandiderade Morgan Olofsson till riksdagen för Liberalerna. I januari 2019 tillträdde Olofsson som kommunikationschef på Myndigheten för samhällsskydd och beredskap.